# Yuxi
Yuxi is een stadsprefectuur in de zuidwestelijke provincie Yunnan, Volksrepubliek China. Het Yuxi Plateau Sports Centre Stadium bevindt zich in de stad. Het stadion heeft een capaciteit van 13.000 en wordt meestal gebruikt voor voetbalwedstrijden.